# Tibor Bédi
Tibor Bédi (* 22. März 1974 in Budapest) ist ein ehemaliger ungarischer Leichtathlet, der im Sprint und im Hürdenlauf an den Start ging.

## Sportliche Laufbahn
Erste internationale Erfahrungen sammelte Tibor Bédi im Jahr 1992, als er bei den Juniorenweltmeisterschaften in Seoul in 14,43 s den siebten Platz im 110-Meter-Hürdenlauf belegte. Im Jahr darauf gewann er bei den Junioreneuropameisterschaften in Donostia / San Sebastián in 14,06 s die Silbermedaille im Hürdenlauf und wurde mit der ungarischen 4-mal-100-Meter-Staffel im Finale disqualifiziert. 1994 schied er bei den Halleneuropameisterschaften in Paris mit 7,79 s im Halbfinale im 60-Meter-Hürdenlauf aus und im Sommer schied er bei den Europameisterschaften in Helsinki mit 13,94 s in der ersten Runde über 110 m Hürden aus. 1998 schied er bei den Europameisterschaften in Budapest mit 57,77 s im Halbfinale im 400-Meter-Hürdenlauf aus und kam in der 4-mal-400-Meter-Staffel nicht ins Ziel. Im Jahr darauf schied er bei den Weltmeisterschaften in Sevilla mit 49,00 s im Halbfinale über 400 m Hürden aus und kam mit der Staffel im Vorlauf nicht ins Ziel. 2000 gewann er mit der Staffel bei den Halleneuropameisterschaften in Gent in 3:09,35 min gemeinsam mit Péter Nyilasi, Attila Kilvinger und Zétény Dombi die Bronzemedaille hinter den Teams aus Tschechien und Polen. Im September schied er bei den Olympischen Sommerspielen in Sydney mit 51,54 s in der ersten Runde über 400 m Hürden aus und kam mit der Staffel mit 3:08,77 min nicht über den Vorlauf hinaus. Im Jahr darauf beendete er seine aktive sportliche Karriere im Alter von 27 Jahren.
In den Jahren von 1998 bis 2000 wurde Bédi ungarischer Meister im 400-Meter-Hürdenlauf.

## Persönliche Bestzeiten
- 400 Meter: 46,36 s, 17. Juli 1999 in Budapest
- 110 m Hürden: 13,84 s (+0,9 m/s), 23. Juli 1994 in Veszprém
  - 60 m Hürden (Halle): 7,78 s, 12. März 1994 in Paris
- 400 m Hürden: 49,00 s, 25. August 1999 in Sevilla